# Torneo Nacional de Boxeo Playa Girón 2016
Das Torneo Nacional de Boxeo Playa Girón 2016 wurde vom 11. bis zum 17. Dezember 2016 in Santiago de Cuba ausgetragen und war die 55. Austragung der nationalen kubanischen Meisterschaften im Amateurboxen.

## Medaillengewinner
Die Meistertitel wurden in zehn Gewichtsklassen vergeben.
| Gewichtsklasse                   | Gold                | Silber                  | Bronze                 |
| -------------------------------- | ------------------- | ----------------------- | ---------------------- |
| Leichtfliegengewicht (bis 49 kg) | Joahnys Argilagos   | Alibel Poll             | Jorge Griñán           |
| Leichtfliegengewicht (bis 49 kg) | Joahnys Argilagos   | Alibel Poll             | Erislan Romero         |
| Fliegengewicht (bis 52 kg)       | Yosvany Veitía      | Frank Saldivar          | Jorge Cordero          |
| Fliegengewicht (bis 52 kg)       | Yosvany Veitía      | Frank Saldivar          | Bignote Arnolis Taylor |
| Bantamgewicht (bis 56 kg)        | Javier Ibañez       | Maikel Franco           | Yordan Soyet           |
| Bantamgewicht (bis 56 kg)        | Javier Ibañez       | Maikel Franco           | Osvel Caballero        |
| Leichtgewicht (bis 60 kg)        | Armando Martínez    | Dariesky Palmero        | José Miguel Vera       |
| Leichtgewicht (bis 60 kg)        | Armando Martínez    | Dariesky Palmero        | Yoangel Moya           |
| Halbweltergewicht (bis 64 kg)    | Andy Cruz Gómez     | Kevin Hayler Brown      | Jorge Moiran Vinet     |
| Halbweltergewicht (bis 64 kg)    | Andy Cruz Gómez     | Kevin Hayler Brown      | Yoenlis Hernández      |
| Weltergewicht (bis 69 kg)        | Roniel Iglesias     | Arisnoide Despaigne     | Antonio Bicet          |
| Weltergewicht (bis 69 kg)        | Roniel Iglesias     | Arisnoide Despaigne     | Isami Mesa             |
| Mittelgewicht (bis 75 kg)        | Arlen López         | Osleys Iglesias Estrada | Yainier Abreu          |
| Mittelgewicht (bis 75 kg)        | Arlen López         | Osleys Iglesias Estrada | Hugo Noriega           |
| Halbschwergewicht (bis 81 kg)    | Julio César La Cruz | Osvary Morrell          | Raysel Poll            |
| Halbschwergewicht (bis 81 kg)    | Julio César La Cruz | Osvary Morrell          | Jorge Luis Garbey      |
| Schwergewicht (bis 91 kg)        | Erislandy Savón     | Emmanuel Reyes          | Felix Parada           |
| Schwergewicht (bis 91 kg)        | Erislandy Savón     | Emmanuel Reyes          | Ángelo Morejon         |
| Superschwergewicht (über 91 kg)  | José Larduet        | Yoandris Toirac         | Yuniel Castro          |
| Superschwergewicht (über 91 kg)  | José Larduet        | Yoandris Toirac         | Julio Bernal           |